# アンドラニク・マルカリャン

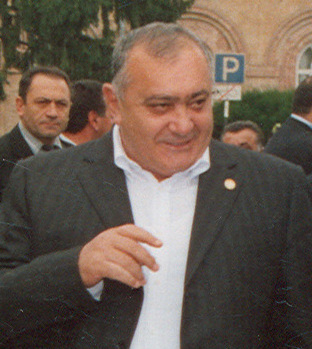
アンドラニク・マルカリャン

アンドラニク・マルカリャン（アルメニア語: Անդրանիկ Մարգարյան、英語: Andranik Margaryan、1951年6月12日 - 2007年3月25日）は、アルメニアの政治家で首相。エレバン出身。アルメニア共和党所属。
1999年10月27日にヴァズゲン・サルキシャン首相が国会議事堂で暗殺され、アラム・ザヴェニ・サルキシャンが首相に就任する。その後2000年5月2日にサルキシャンが罷免されたため、10日後の5月12日よりマルカリャンが首相に就任した。2007年3月25日、心臓発作により55歳で死去。